# Universal Product Code

Зразок коду UPC-A.

Універсальний товарний код (англ. Universal Product Code, UPC) — стандарт кодування товарів у роздрібній торгівлі. Кодом є число, довжиною 8 або 12 цифр. Його наносять на упаковку у вигляді штрихкоду, який зчитується сканерами.

## Історія
Стандарт розробив 1973 року Джордж Джосеф Лорер (англ. George Joseph Laurer), який працював інженером у корпорації IBM. Стандартизацією та реєстрацією кодів UPC займались організації UCC у США і ЕССС у Канаді.
На основі UPC було розроблено удосконалений код EAN.
2005 року організація UUC об’єдналась із європейською асоціацією EAN й утворили глобальну організацію із стандартизації GS1. Станом на 2018 рік стандарт UPC входить до стандарту GTIN як підмножина.

## Розшифрування
Щоб здійснити перевірку законності виробництва, необхідно самостійно прорахувати контрольну цифру (останню в штрих-коді). Наприклад, використовуємо цифровий код 4820024700016. Для того щоб перевірити його законність, проведіть наступні комбінації:
```
Складаємо цифри, розміщені на парних позиціях (8 + 0 + 2 + 7 + 0 + 1 = 18).
Отримане число множимо на три (18 × 3 = 54).
Складаємо цифри, розміщені на непарних позиціях, без контрольної (4 + 2 + 0 + 4 + 0 + 0 = 10).
Складаємо числа, отримані в результаті операції в пунктах 2 і 3 (54 + 10 = 64).
В отриманому числі відкидаємо десятки (виходить 4).
З 10 віднімаємо число, отримане в 5 пункті (10-4 = 6).
```

Кінцевий результат порівнюємо з останньою (контрольною) цифрою, якщо вони збігаються, то проблем немає. Якщо ж числа різні, це означає, що продукція виготовляється незаконно.
Також важливо знати, що бувають випадки, коли штрих-код країни (це вказується в перших трьох цифрах) не збігається із зазначеною країною виробництва. Чому так? Причиною цього є такі ситуації:
1:При реєстрації організація отримала штриховий код не тієї країни, де відбувається виробництво, а країни, в яку спрямована основна частина експорту продукції.
2:Штрих-код, вказаний на товарі, належить головній компанії, при цьому продукція може виготовлятися в іншому місці на дочірньому підприємстві.
3:Товар фактично виробляється в одній країні, але юридично в ліцензії вказана компанія, яка перебуває в іншій країні.
4:Пара підприємств з різних держав стають засновниками однієї певної фірми.

## Різновиди коду
Є два найпоширеніші типи UPC коду:
UPC-A : 12-значний штрих-код фіксованої довжини для кодування числових даних. Використовується в магазинах для ідентифікації товарів. Унікальні штрих-коди UPC-A розроблені UC-радою.
UPC-E : 6-значний штрих-код фіксованої довжини для кодування числових даних. UPC-E - скорочений варіант штрих-коду UPC-A. Даний стандарт використовується для ідентифікації дрібних роздрібних товарів, розміри яких не дозволяють розмістити на них повний штрих-код UPC-A.